# بوي واتيرمان
بوي واتيرمان (بالهولندية: Boy Waterman) (24 يناير 1984 هولندا - ) هو لاعب كرة قدم هولندي، يلعب كحارس مرمى.

## روابط خارجية
- بوي واتيرمان على موقع الاتحاد الأوربي (الإنجليزية)
- بوي واتيرمان على موقع اتحاد تركيا (لاعب) (الإنجليزية)
- بوي واتيرمان على موقع قاعدة بيانات كرة القدم.إي يو (الإنجليزية)
- بوي واتيرمان على موقع بيانات كرة القدم. دي إي (الألمانية)
- بوي واتيرمان على موقع Soccerway.com (الإنجليزية)
- بوي واتيرمان على موقع AS.com (الإسبانية)